# Laua-an
Laua-an ist eine philippinische Stadtgemeinde der Klasse 4 in der Provinz Antique. Sie hat 26.072 Einwohner (Zensus 1. August 2015).

## Baranggays
Laua-an ist politisch unterteilt in 40 Baranggays.
| - Banban - Bongbongan - Cabariwan - Cadajug - Canituan - Capnayan - Casit-an - Guinbanga-an - Guiamon - Guisijan - Igtadiao - Intao - Jaguikican - Jinalinan | - Lactudan - Latazon - Laua-an - Leon - Liberato - Lindero - Liya-liya - Lugta - Lupa-an - Magyapo - Maria - Mauno - Maybunga | - Necesito (Paniatan) - Oloc - Omlot - Pandanan - Paningayan - Pascuala - Poblacion (Centro) - San Ramon - Santiago - Tibacan - Tigunhao - Virginia - Bagongbayan |